# Real IRA
Real IRA (engelska: Real Irish Republican Army, RIRA) är en paramilitär organisation som genom väpnad kamp försöker skapa ett enat och socialistiskt Irland (målet är att införliva den brittiska provinsen Nordirland med republiken Irland). Real IRA, RIRA, bildades 1997 efter en splittring inom Provisoriska IRA, PIRA, då de som inte accepterade fredsfördraget långfredagsavtalet lämnade PIRA och bildade utbrytargruppen RIRA. Organisationen är olaglig i Irland, terroriststämplad i Storbritannien, USA och EU. Organisationen har genomfört flera olika attentat i Nordirland och Storbritannien, varav det mest kända är bombattentatet i Omagh den 15 augusti 1998 då 29 civila dog. Organisationen tog även på sig ansvaret för en attack i Massereene då två brittiska soldater dödades.
2012 bildades Nya IRA (Nya Irländska Republikanska Armén) genom samgående mellan flera grupper som motsätter sig det  fredsavtal som upprättades 1998. Enligt polisen kan Nya IRA kopplas till attacken i Londonderry, skärtorsdagen 2019 som resulterade i journalisten Lyra McKees död. McKee bevakade de kravaller som ägde rum i stadsdelen Creggan sedan polisen genomsökt bostäder inför årsdagen av påskupproret 1916.

## Ursprung
Den tionde oktober 1997 hölls ett av Provisoriska IRA:s armémöten i Falcarragh, Donegal. Michael McKevitt, Provisoriska IRA:s kvartermästare och medlem av PIRA:s ledarutskott, fördömde de övriga i ledningen i ett anförande och hävdade att organisationen borde avbryta sin vapenvila och omedelbart dra tillbaka sitt stöd från den nordirländska fredsprocessen. Han fick stöd av sin fru Bernadette Sands-McKevitt som också var medlem i ledarutskottet. Paret blev utmanövrerat av de övriga i ledningen och deras lierade Kevin McKenna blev utröstad från armérådet. Mötet gav sitt stöd till vapenvilan och som en följd av detta lämnade McKevitt och Sands-McKevitt Provisoriska IRA tillsammans med flera andra medlemmar. I november 1997 höll McKevitt ett möte tillsammans med flera av de som lämnat PIRA. På det mötet bildade man en ny organisation som kallade sig Óglaigh na hÉireann. Organisationen rekryterade medlemmar från Provisoriska IRA som var besvikna på långfredagsavtalet från det republikanska fästet södra Armagh och även från områden såsom Dublin, Belfast, Limerick, Tipperary, Louth, Tyrone och Monaghan.

## Mål
RIRA:s slutgiltiga mål är att genom en väpnad kamp tvinga Storbritannien att dra sig tillbaka från den brittiska provinsen Nordirland och införliva den med republiken Irland. Organisationen är motståndare till Mitchell-principerna och långfredagsavtalet eftersom man anser att dessa erkänner 1921 års avtal vilket resulterade i ett delat Irland. Organisationens ideologi är en irländsk republikanism som man anser sig vägra kompromissa med. Sands-McKevitt, syster till PIRA:s hungerstrejkare Bobby Sands och grundare av RIRA:s politiska gren 32 County Sovereignty Movement sade i en intervju att:
"Bobby dog inte för gränsöverskridande organ med verkställande befogenheter. Han dog inte för att nationalister skulle vara jämlika brittiska medborgare i Nordirland."
Organisationen använder sig av en taktik liknande den som Provisoriska IRA använde under 1990-talet, huvudsakligen att med hjälp av bombattacker i Nordirland och England rubba Storbritanniens ekonomi. Organisationen attackerar även säkerhetsstyrkor med landminor, hemgjorda raketer och bilbomber.

## Kampanj

### Inledningen av den väpnade kampanjen
Organisationens första aktion var ett försök till en bombning i Banbridge, Down den sjunde januari 1998. Planen var att en 436 kilo stor bomb placerad i en bil skulle explodera men det hela misslyckades då säkerhetsstyrkor lyckades genomföra en kontrollerad explosion av bomben. Organisationen fortsatte sin kampanj i slutet av februari med bombattacker i Moira, Down och Portadown, Armagh. Den 9 maj deklarerade organisationen formellt att den existerade med ett kodat telefonmeddelande till Belfastmedier där den tog på sig en granatkastarattack på en polisstation i Belleek, Fermanagh. Organisationen genomförde ytterligare attacker i Newtownhamilton och i Newry och en andra bombattack i Banbridge den första augusti skadade 35 människor och orsakade skador för en kostnad av 3,5 miljoner pund. Namnet "Verkliga IRA" började användas efter att medlemmar stannat folk vid en vägspärr i Armagh för att söka igenom bilar och då sagt "We're from the IRA. The Real IRA".
Trots att organisationen nu genomfört flera attacker saknade RIRA ett starkt fäste och organisationen var hårt infiltrerad av angivare. Detta ledde till att flera höga medlemmar greps av den irländska polisen Garda Siochána under de två första kvartalen 1998 och till dödsskjutningen av medlemmen Rónan Mac Lochlainn som blev dödad när han försökte fly efter ett värdetransportsrån.

### Bombattentatet i Omagh
Den 15 augusti 1998 lämnade RIRA en bil med 140 kg hemgjorda bomber i samhället Omaghs centrum. Bombmännen kunde inte hitta en parkeringsplats i närheten av det huvudsakliga målet, domstolsbyggnaden, och lämnade därför bilen 400 meter därifrån. Som ett resultat av detta blev de tre telefonvarningarna om var bomben skulle finnas felaktiga eftersom polisen (RUC) som evakuerade folk trodde att bomben var utanför domstolsbyggnaden. De upprättade snabbt avspärrningar för att hålla civila borta från domstolsbyggnaden, vilket resulterade i att folk flyttades närmare till det område där bomben var. Strax efter det exploderade bomben och dödade 29 människor och skadade 220. Denna attack blev den dödligaste någonsin under konflikten i Nordirland.
Bomben skapade krav på fred över hela världen och de irländska och brittiska regeringarna införde nya antiterrorist-lagar som skulle stoppa organisationen. RIRA blev även pressad av Provisoriska IRA när medlemmar ur PIRA besökte ett 60-tal personer som hade kopplingar till RIRA och sade åt dem att upplösa organisationen och inte inkräkta på PIRA:s vapengömmor. Organisationen var extremt skakad, vilket även inkluderade McKevitt och Sands-McKevitt eftersom båda dessa tvingats flytta när media nämnde McKevitts namn i samband med bombningen, och RIRA inledde en vapenvila den 8 september.

### Vapenvila
Efter att organisationen inlett vapenvilan började RIRA att samla sig igen och i slutet av oktober hade gruppen valt en ny ledning och planerade för sin framtid. I slutet av december hölls ett möte mellan en representant från Irlands regering, Martin Mansergh, och McKevitt i Dundalk, för att försöka övertyga McKevitt att upplösa RIRA. McKevitt vägrade och anförde att det skulle lämna hans medlemmar försvarslösa mot attacker från Provisoriska IRA. Under 1999 började RIRA förbereda en ny kampanj, och i maj reste tre medlemmar till staden Split i Kroatien för att köpa vapen vilka skulle smugglas tillbaka till Irland i omgångar. Den 20 oktober blev tio personer arresterade när Gardai genomförde en razzia mot ett av RIRA:s träningsläger nära Stamullen, Meath. Poliserna fann en skjutbana inuti en före detta vinkällare som nu användes som en bunker, och de beslagtog även flera vapen.

### Vapenvilan avbryts
Den 20 januari 2000 manade RIRA det irländska folket till en väpnad kamp i Irish News. Uttalandet fördömde Northern Ireland Executive och proklamerade att
"Återigen hävdar Óglaigh na hÉireann det irländska folkets rätt till Irland. Vi manar alla frivilliga som stödjer den irländska republiken till att enas för att forma republiken och skapa ett nationellt parlament som representerar alla människor."
RIRA lanserade även en ny kampanj 25 februari med ett försök att bomba Schakletonbarracken i Ballykelly, Londonderry. Bombmännen stördes när de försökte aptera bomben, vilken skulle ha skapat ett massmord ifall den hade detonerat, enligt soldaterna. Den 29 februari fann man ett raketgevär liknande det man fann i razzian 1999 nära en armébas i Dungannon, Tyrone, och den 15 mars arresterades tre män efter att man funnit över 200 kg sprängmedel när RUC genomsökte två bilar i Hillsborough, Down. Den 6 april ägde en bombattack rum mot Ebringtons armébarrack i Derry. RIRA-medlemmar sänkte ner en 2,2 kg tung hemmagjord bomb över ett skyddsstaket med hjälp av rep. Bomben exploderade för tidigt och skadade skyddsstaketet och ett obemannat vakthus.

### Bombattacker i England

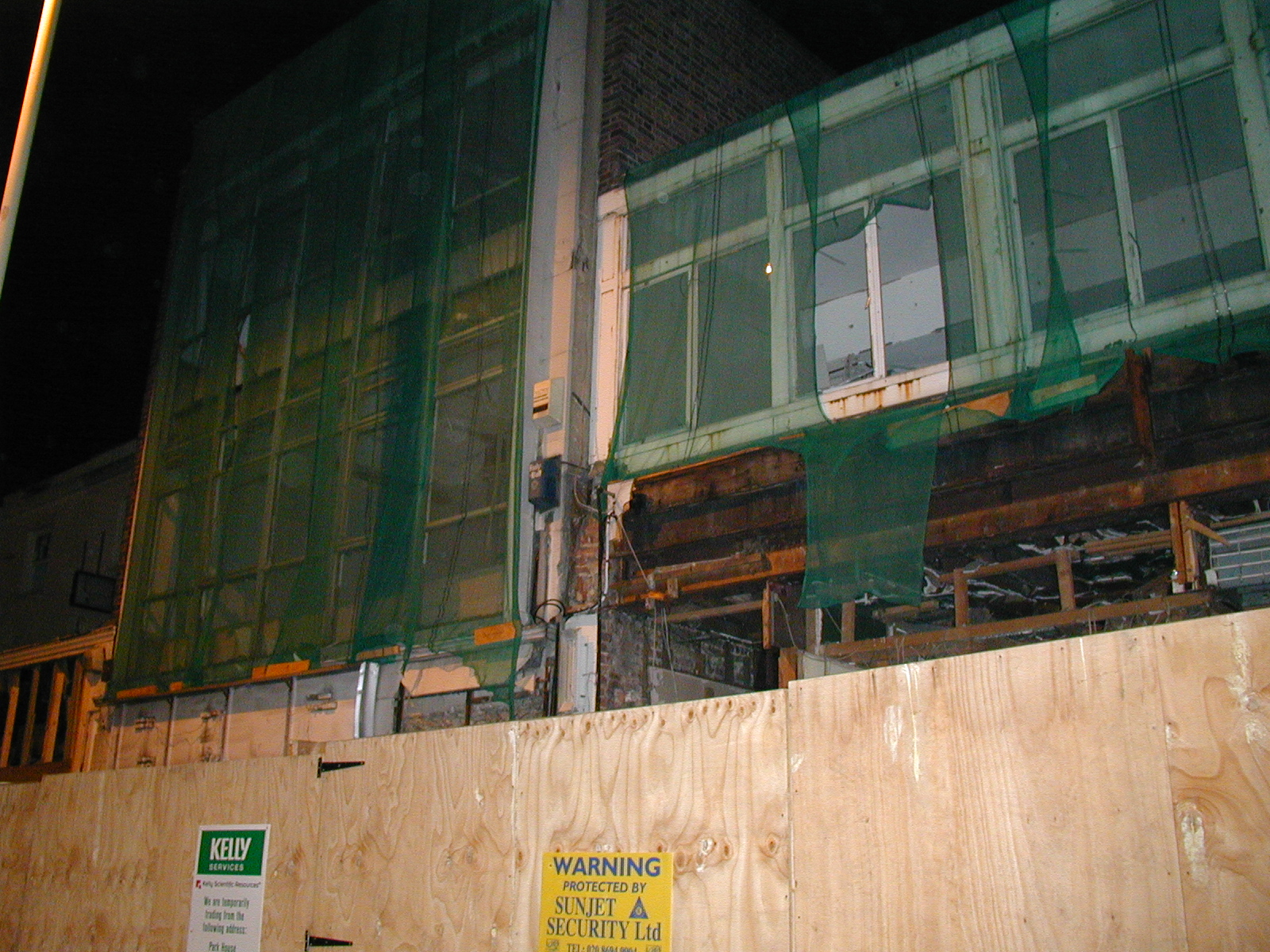
Skadorna orsakade av bombningen i England den tredje augusti 2001.

Efter bombattentatet i Omagh var RIRA-ledningen motvillig till att utföra ytterligare attentat i Nordirland av rädsla för att skada civilpersoner. Istället bestämde de sig för att genomföra en serie attacker i England, särskilt London, vilket de hoppades skulle få gamla PIRA-medlemmar att dra sig till RIRA. Den första juni 2000 skadade en bomb Hammersmith Bridge, ett symboliskt mål för alla generationers IRA. Bron hade en historia av IRA-attacker då både irländska republikanska armén bombat bron den 29 mars 1939 och Provisoriska IRA bombat bron den 24 april 1996. En månad senare genomförde säkerhetsstyrkor en kontrollerad explosion av en bomb som hade blivit lämnad på Ealing Broadway Station och kollektivtrafiken stördes när polisen stängde tunnelbanestationerna Victoria och Paddington i London och förhindrade servicearbeten på tunnelbanesystemet. Den 21 september avfyrades en raket mot MI6:s högkvarter med ett RPG-22-raketgevär, vilket skapade rubriker över hela världen. Den 21 februari 2001 lämnades en bomb förklädd till en ficklampa utanför en Territorial Army-bas i Shepherds Bush som allvarligt skadade en 14-åring som blev blind och förlorade en hand. En andra attack ägde rum i Shepherds Bush som skadade en civilperson utanför BBC:s högkvarter i området. Explosionen fångades på bild av en av BBC:s kameramän och bilderna sändes över hela världen och gav RIRA enorm uppmärksamhet. Den 14 april exploderade en bomb på ett postkontor i Hendon vilket dock inte skadade någon människa. Tre veckor senare, 6 maj, exploderade en andra bomb vid samma byggnad vilket resulterade i lindriga skador för en förbipasserande. Den 3 augusti 2001 skadades sju människor av en bomb i Ealing och den 3 november upptäcks en bilbomb i Birminghams centrum. Bomben detonerade inte fullt ut och ingen blev skadad.

### Förnyad kampanj i Nordirland
Den lyckade attacken mot Hammersmith Bridge ökade RIRA:s moral och man attackerade återigen mål i Nordirland. Den 19 juni fann man en bomb hemma hos Peter Mandelson, den dåvarande ministern för Nordirland. Den 30 juni exploderade en bomb på järnvägen mellan Dublin och Belfast nära byn Meigh i Armagh. Explosionen skadade spåren och orsakade förseningar i trafiken. Den 9 juli skadade en bilbomb flera byggnader i Stewarstown, Tyrone bland annat en RUC-station och den 10 augusti stoppades en attack i Derry efter att en skåpbil försökte ta sig förbi en vägspärr. Efter en biljakt över den irländska gränsen dumpade bombmännen skåpbilen i Donegal och flydde. Den irländska armén genomförde en kontrollerad sprängning av bomberna i skåpbilen och ingen skadades. Den 13 september apterades två bomber på 35 kg i armélägret Magillan i Londonderry varav en i en trähytt som delvis exploderade då en soldat öppnade dörren till hytten. Den andra bomben fann man efter en genomsökning av området och den desarmerades av bombexperter. Den 11 november stoppade RUC och den brittiska armén en granatkastarattack när de stoppade en skåpbil i Derrylin, Fermanagh, och RUC hindrade ytterligare en attack då man den 13 januari fann en 500 kg bomb i Armagh - en av de största bomberna RUC någonsin funnit.
Den 23 januari attackerade RIRA armébarracken Ebrington i Derry för andra gången då man skjuter en granat över ett skyddsstaket. En granat liknande den som användes i attacken hittades av Gardaí nära Newtowncunningham den 13 februari och brittiska arméns bombexperter desarmerade ytterligare en mellan Dungannon och Carrickmore den 12 april. Den 1 augusti fann man en 18 kg bomb i en bil vid en långtidsparkering på Belfast International Airport efter en telefonvarning och den togs omhand med en kontrollerad sprängning.
I december avslutades en sex dagars lång säkerhetsoperation då man fann och desarmerade en 30 kg bomb under järnvägen på Killeen bridge nära Newry. Operationen inleddes efter flera telefonvarningar och både järnvägslinjen och vägen mellan Newry och Dundalk var stängd på grund av säkerhetsskäl under den här operationen. En rörbomb upptäcks vid en polismans hus i Annalong den 3 januari 2002 och två tonårspojkar skadades när en bomb gömd i en trafikkon exploderade i Armagh. Den 29 mars 2002 försöker RIRA mörda en före detta medlem ur Royal Irish Regiment från Sion Mills, Tyrone med en bomb fäst vid hans bil som dock inte detonerar. Den 1 augusti dödas en civil arbetare av en explosion på en Territorial Army-bas i Derry. Mannen, en 51-årig före detta medlem av Ulster Defence Regiment var den trettionde personen att bli mördad av RIRA.

### Gripanden
Trots RIRA:s ökade aktivitet blev organisationen svagare efter arresteringar av ledarfigurer och fortsatt infiltration av angivare. McKevitt blev arresterad den 29 mars 2001 och åtalad för medlemskap i en olaglig organisation och för att ha styrt terrorism och hölls kvar i häktet. I juli 2001 hävdade brittiska och irländska myndigheter att organisationen var i en fas av förvirring efter att många ledarfigurer blivit arresterade. Många andra ledare blev gripna, bland annat RIRA:s operative chef Liam Campbell som blev dömd för medlemskap i en olaglig organisation, och Colm Murphy som var dömd för att ha varit inblandad i planeringen av bombattentatet i Omagh, även om detta åtal senare överklagades.
Den 10 april 2002 dömdes Ruari Convey från Donaghmede, Dublin till tre års fängelse för medlemskap i RIRA. Under en husrannsakan av hans hem fann man en lista över namn och hemadresser till olika poliser inom Gardaí. Fem RIRA medlemmar dömdes även för kopplingar till bombningen i England 2001 och mottog straff på mellan 16 och 22 år i fängelset. I oktober 2002 gjorde McKevitt och andra RIRA-medlemmar som var inspärrade i Portlaoisefängelset ett uttalande där de uppmanade organisationen att upplösa sig. Efter en två månaders lång rättegång dömdes McKevitt till ett 20 år långt fängelsestraff för att ha deltagit i terrorism.

### Senare verksamhet
Efter gripandet av McKevitt omorganiserade RIRA sig och fortsatte att vara aktiva i Storbritannien och Irland. RIRA tog på sig ansvaret för en serie av attacker med brandbomber mot områden i Belfast i november 2004, och i mars 2004 anklagades RIRA av Independent Monitoring Commision (IMC) för att ha utfört en attack mot en av Police Service of Northern Irelands (PSNI) patruller i Ballymena. Den 9 augusti 2006 attackerades flera affärer i Newry, Down av RIRA med brandbomber. Den 27 oktober 2006 fann polisen en stor mängd sprängmedel i Kilbranish, Mount Leinster, Carlow. Polisen trodde att RIRA hade för avsikt att rubba fredsprocessen på Nordirland med en bombattack. IMC tror att RIRA även var ansvariga för en misslyckad granatkastarattack på Craigavons PSNI-station den 4 december 2006. IMC:s oktober rapport 2006 hävdade att RIRA finns kvar "aktiv och farlig" och att den försöker "behålla sin position som en terroristorganisation". RIRA hade tidigare hävdat att den inte hade några planer på att inleda en vapenvila såvida inte britterna drog sig tillbaka från Nordirland.
Den 8 november 2007 sköt två RIRA medlemmar en katolsk PSNI-konstapel (som var ur tjänst) när han satt i sin bil på Bishop Street i Derry vilket resulterade i skador på hans arm och ansikte. Den 12 november blev en annan PSNI-polis skjuten av RIRA i Dungannon, Tyrone. Den 7 februari 2008 deklarerade RIRA i ett uttalande att den efter tre års av omorganisering nu skulle gå "tillbaka till krig" genom att inleda en ny kampanj mot vissa måltavlor. De hävdade också, trots att de tidigare bett om ursäkt för det, att deras roll i bombattentatet i Omagh endast bestod av att deras kodord blivit använt. Den 12 maj 2008 skadade RIRA en PSNI-konstapel när en bomb exploderade under hans bil nära Spamount, Tyrone. Den 25 september 2008 sköt RIRA en man i nacken i St Johnston, nära gränsen till Derry. Samma man blev senare en måltavla för en rörbombsattack på hans hem den 25 oktober, RIRA tog inte på sig den attacken men säkerhetsstyrkor misstänkte att de låg bakom den.
Den 7 mars 2009 tog RIRA på sig ansvaret för dödsskjutningen av två soldater i Massereene. Skottlossningen ägde rum då fyra soldater mottog en pizzaleverans från två pizzabud. Två av soldaterna dog, de övriga två blev skadade och även pizzabuden blev skadade. Den 3 april 2009 tog RIRA i Derry på sig ansvaret för hämndskjutningen på en dömd våldtäktsman som väntade på ett fängelsestraff för att våldtagit en femton år gammal flicka. RIRA blev även beskylld för att ha startat upplopp i Ardoyne, Belfast när en av Apprentice Boys parader gick förbi. 21 PSNI-konstaplar skadades under upploppet och minst ett skott avlossades mot polisen.

## Organisering och struktur
RIRA har en hierarki som liknar den som PIRA hade, med ett sju medlemmars arméråd bestående av stabschef, kvartersmästare, träningschef, operativ chef, finanschef, chef för publicitet och generaladjutant. Medlemmarna opererar i Active service units,  i syfte att försvåra för infiltratörer. Enligt ett uttalande av den irländska justitieministern Michael McDowell i juni 2005 hade organisationen 150 medlemmar.
RIRA har även en politisk gren i 32 County Sovereignty Movement (tidigare 32 County Sovereignty Committee), styrd av Francis Mackey. RIRA är skild från Continuity IRA, Fortsättnings IRA, (en annan utbrytargrupp från PIRA) även om organisationerna har samarbetat på en lokal nivå. Provisoriska IRA har varit väldigt fientliga mot RIRA och i oktober 2000 blev PIRA anklagad för dödsskjutningen av RIRA-medlemmen Joe O'Connor av O'Connors familj och 32 County Sovereignty Movement-medlemmen Marian Price.
RIRA är en olaglig organisation enligt irländsk och brittisk lag. Medlemskap i organisationen är straffbart med upp till tio års fängelsestraff enligt brittisk lag. Under 2001 klassade USA RIRA som en utländsk terroristorganisation. Detta gör det olagligt för amerikaner att stödja RIRA med finanser, kräver att banker fryser gruppens pengar och nekar misstänkta RIRA-medlemmar inträde till USA.

## Vapenarsenal
Vid splittringen tog RIRA med sig en del av de vapen man fick tag på från Provisoriska IRA som McKevitt och andra medlemmar hade kontroll över, bland annat Semtex (sprängdeg), Uzis, AK-47:or, pistoler, fjärrstyrda detonatorer och övriga hjälpmedel för bomber. Lärandet man fick från äldre medlemmar ur Provisoriska IRA gav även RIRA kunskapen om hur man skulle tillverka hemmagjorda bomber och improviserade raketer. Under 1999 började organisationen utöka sin arsenal genom att importera vapen från Kroatien 
I juli 2000 försökte RIRA att smuggla in den andra sändningen av vapen från Kroatien men vapnen blev beslagtagna av kroatisk polis.. Under 2001 reste medlemmar ur RIRA till Slovakien för att köpa vapen men hamnade i en fälla gillrad att den brittiska säkerhetstjänsten MI5. Männen hade försökt köpa 5 ton sprängmedel, 2 000 detonatorer, 500 pistoler, 200 raketer till raketgevär, samt även trådstyrda robotar och prickskyttegevär men greps. Männen lämnades sedan ut till Storbritannien där de dömdes till 30 års fängelse efter att ha erkänt uppsåt till att orsaka explosioner och andra åtalspunkter.
I juli 2006 genomförde PSNI flera gripanden efter att RIRA hade försökt köpa vapen från Frankrike.
I januari 2008 greps Michael Campbell i Litauen misstänkt för att ha försökt köpa vapen till RIRA. Michael Campbell är broder till Liam Campbell som utpekats som ledaren för RIRA. Han greps efter ha förhandlat med civilklädda litauiska poliser i tron att det var östeuropeiska vapenhandlare. Rättegången inleddes i augusti 2009 och pågick i två år. Michael Campbell, som försvarade sig med att MI5 hade provocerat fram brottet, dömdes till 12 års fängelse för bland annat olaga vapeninnehav, försök till vapensmuggling och för att tillhöra en terroristorganisation.